# Middletown (Ohio)
Middletown ist eine City in Butler und Warren County im US-Bundesstaat Ohio. Sie wurde im Jahre 1883 gegründet, 1886 fand die Stadterhebung statt. Das U.S. Census Bureau ermittelte bei der Volkszählung 2020 eine Einwohnerzahl von 50.987.
Im Nordosten der Stadt liegt der Regionalflughafen Hook Field (IATA-Code MWO). Die Miami University unterhält in Middletown einen Campus.
Es wird angenommen, dass der Name vom Gründer der Stadt, dem Industriellen Stephen Vail (1780–1864), stammt. So behauptet ein ortsansässiger Historiker, der angibt, dass Vail aus Middletown in New Jersey stammte. Andere Quellen melden jedoch Malapardis (New Jersey) als Geburtsort von Vail. Anderen Behauptungen zufolge kam der Name durch die geografische Lage als Navigationspunkt auf dem damals wichtigen Wasserweg des Great Miami River zustande.

## Geographische Lage

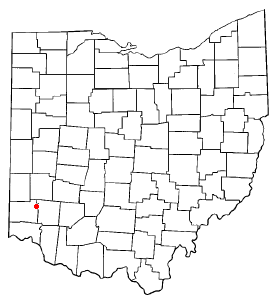
Lage der Stadt Middletown, Ohio

Informationen des United States Census Bureau zufolge hat die Stadt eine Gesamtfläche von 66,8 km². 0,4 km² (0,54 %) davon sind mit Wasser bedeckt. Die Stadt liegt nordöstlich von Cincinnati am Miami River, der früher ein wichtiger Wasserweg zum Transport von Gütern von New York über die Großen Seen weiter in den Mittleren Westen der USA war. Sie wurde später an vier Eisenbahnlinien angeschlossen.

## Wirtschaft
In Middletown, das sich rasch zum Handelszentrum entwickelte, siedelte sich früh die Tabakindustrie an. Cleveland-Cliffs betreibt hier ein integriertes Stahl- und Warm-/Kaltwalzwerk mit Gießerei. Das Werk wurde 1899 von George Matthew Verity (1865–1942) als American Rolling Mill Company (ARMCO) gegründet und gehörte bis zur Übernahme durch Cleveland-Cliffs 2019 zu AK Steel. Hauptabnehmer der Produkte ist General Motors.
Seine wirtschaftliche Blütezeit erlebte Middletown in den 1940er und 1950er Jahren auch durch mehrere papiererzeugende Betriebe. Seit Mitte der 1980er Jahre gab es Massenentlassungen im Stahlwerk; die Bevölkerung wie die Stadt verarmten dadurch.
Heute gilt das Stahlwerk wieder als sanierungsbedürftig und verursacht hohe Emissionen. JD Vance beschreibt in seinem Buch Hillbilly Elegy die totale Abhängigkeit der Stadt von diesem Arbeitgeber, die Fehler der Politik und Verwaltung, die in den 1980er Jahren zur Krise führten, und den zunehmenden Fatalismus der Bevölkerung sowie die verbreitete Drogenabhängigkeit, unter der auch seine Mutter litt.

## Einwohnerentwicklung
Im 18. Jahrhundert siedelten hier Gruppen der Miami und Shawnee.
| Jahr | Einwohner |
| ---- | --------- |
| 1980 | 43.719    |
| 1990 | 46.022    |
| 2000 | 51.605    |
| 2010 | 48.694    |
| 2020 | 50.987    |

## Bildungseinrichtungen in Middletown

### Grundschulen
- Amanda Elementary School
- Central Academy
- Creekview Elementary School
- G.A.T.E. (Gifted and Talented Enrichment – Begabtenschule)
- Mayfield Elementary School
- McKinley Elementary School
- Roosevelt Elementary School
- Rosedale Elementary School
- Taft Elementary School
- Wildwood Elementary School
- Wilson Elementary School

### Mittelschulen
- Stephen Vail Middle School
- George M. Verity Middle School

### Hochschulen
- Garfield Alternativ Highschool
- Middletown Highschool
- Middle Athletics (Sportschule)
- Middle Music (Musikschule)

### Universitäten
- 1966 wurde ein Campus der Miami University (mit Sitz in Oxford (Ohio)) in Middletown gegründet.

## Söhne und Töchter der Stadt
- James E. Campbell (1843–1924), Politiker und von 1890 bis 1892 Gouverneur von Ohio
- Sarah Selby (1905–1980), Schauspielerin
- William Verity (1917–2007), Geschäftsmann und Politiker, von 1987 bis 1989 Handelsminister
- Virtue Hampton Whitted (1922–2007), Jazzmusikerin
- Dawn Hampton (1928–2016), Sängerin, Saxophonistin, Tänzerin und Songwriterin
- Paula Hampton (* 1938), Jazzschlagzeugerin
- Dave Burrell (* 1940), Jazzpianist
- Jerry Lucas (* 1940), Basketballspieler
- Ed Schrock (* 1941), Politiker
- Debra Monk (* 1949), Schauspielerin und Sängerin
- Todd Bell (1958–2005), American-Football-Spieler
- William Bishop (* 1965), Radrennfahrer
- Ann Swisshelm Silver (* 1968), Curlerin
- William Edwards (* 1971), Basketballspieler
- Chrystee Pharris (* 1976), Schauspielerin
- Seth Doliboa (* 1980), Basketballspieler
- JD Vance (* 1984), Kapitalmanager, Autor und amtierender Vizepräsident
- Kayla Harrison (* 1990), Judoka
- Luke Kennard (* 1996), Basketballspieler

Musiker
- The McGuire Sisters (1949–1968), Pop-Gesangstrio, das in den 1950er und frühen 1960er Jahren eine Reihe von Hits hatte

## Trivia
Ein nennenswertes Ereignis war im März 1930 die letzte erfolgreiche Festnahme des Clyde Barrow.